# Сигуранца
Сиґура́нца (рум. Siguranță, букв. «охорона») — у 1921—1944 роках таємна політична поліція у колишній монархічній Румунії. Часто плутають сиґуранцу (політичну поліцію в складі МВС) із створеною у 1924 р. Секретною інформаційною службою на чолі з М. Мурузовим (підпорядковувалася Генеральному штабу румунської армії).

## Передумови створення
Історія румунських спецслужб починається із другої половини ХІХ століття, після об'єднання Молдови та Валахії в Румунське королівство. 19 квітня 1892 року у складі Другої секції Генерального штабу був створений Другий відділ - розвідувальний, з трьома підрозділами: контррозвідка, зовнішня розвідка та внутрішня розвідка. У тому ж 1892 р. у складі Міністерства внутрішніх справ було створено Головне бюро безпеки (Biroul Siguranței Generale).
Поштовхом до створення спеціального органу, який би опікувався політичними противниками чинної влади, революціонерами і взагалі підозрілими особами стало селянське повстання 1907 р. За ініціативи міністра внутрішніх справ Румунії Іона Братіану директор Головного управління поліції Янку Панаїтеску організував розвідувальний підрозділ у складі Управління адміністрації МВС, на базі яких згодом була створена розгалужена мережа по всій країні.
17 березня 1908 року було ліквідоване Управління адміністрації, персоналу, загальної поліції та статистики і були створені дві окремих дирекції :
- адміністрації, персоналу та юридичного відділу
- загальної поліції та поліції державної безпеки (Direcţiunea Poliţieişi Siguranţei Generale).

Новостворений підрозділ називався Головне управління поліції та безпеки. Його очолював генеральний директор і воно знаходилося у безпосередньому підпорядкуванні міністра внутрішніх справ. Були створені спеціальні служби державної безпеки, як центральні - у складі Головної дирекції поліції та безпеки, так і поза його межами. Створені центральні бригади та зовнішні бригади поліції державної безпеки, які називалися "Бригади безпеки" та "Спеціальні бригади безпеки", дія яких поширювалася на всі великі міста країни. Мета полягала в тому, щоб стежити за підривними течіями та контролювати настрої населення

## Діяльність сиґуранци
За результатами Першої світової війни Румунія отримала контроль над частинами Австро-Угорської та Російської імперій (Трансильванія, Банат, Буковина та Бессарабія) і утворилася Велика Румунія. Це в свою чергу розширило коло завдань зокрема щодо боротьби з національно-визвольними рухами на новоприєднаних землях та більшовиками.

#### Діяльність сиґуранци на Буковині

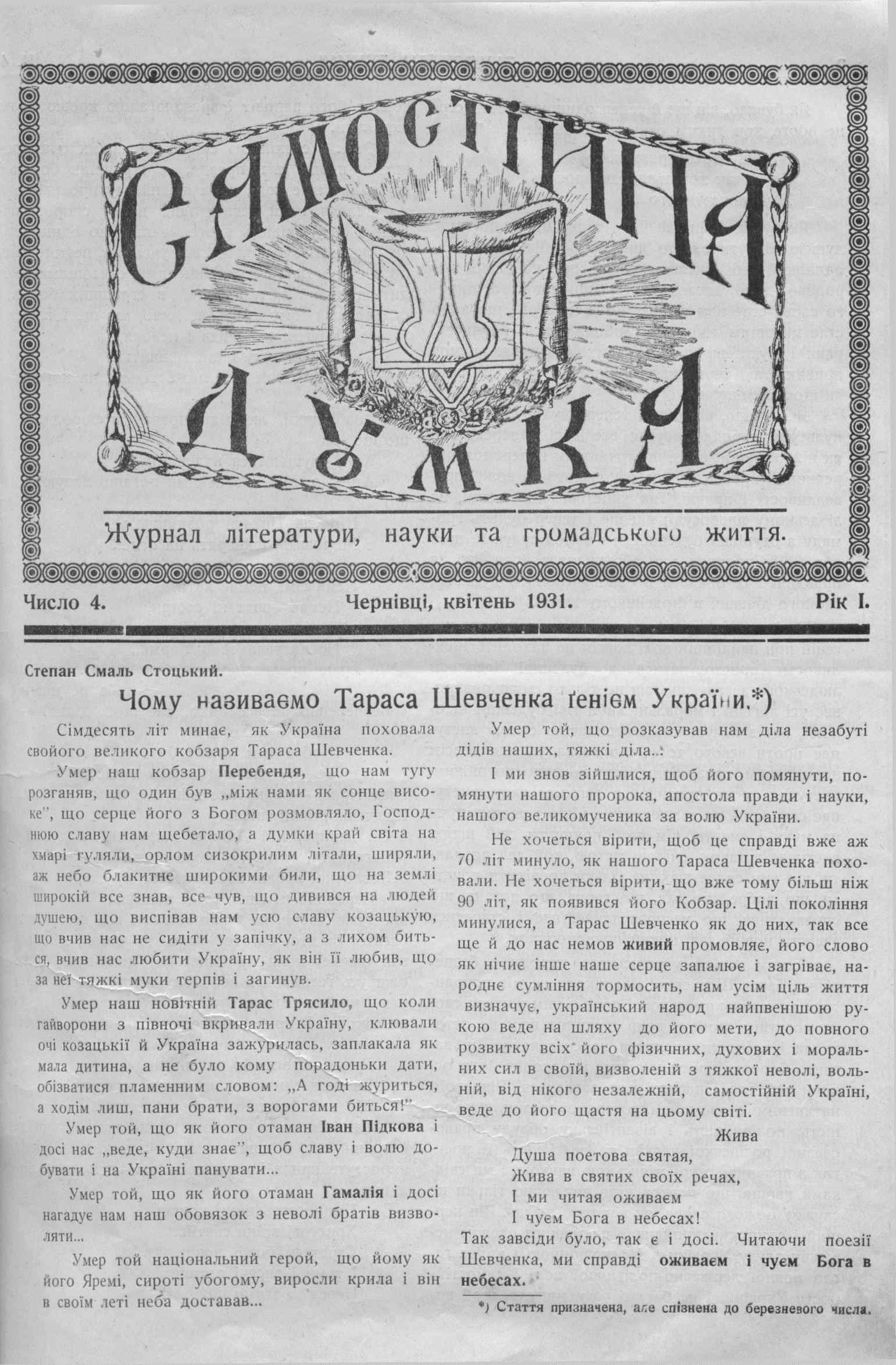
Часопис "Самостійна думка", Чернівці, 1931 р.

У процесі розпаду Австро-Угорщини між місцевими українськими та румунськими елітами проводились перемовини про поділ Буковини за етнічним принципом: на Північну (з українським населенням) та Південну (з румунським) частину. Вже 3 листопада 1918 р. було проведено Буковинське віче, де українці висловились за приєднання до України. Попри це у тому ж листопаді 1918 р. Буковина була анексована і юрисдикція сиґуранци поширилась і на її територію, шляхом утворення там відповідних підрозділів. Крім того, восени 1918 р. у Чернівцях населення почало скуповувати зброю, яка за певними припущеннями, могла бути застосована проти румунського уряду в Чернівцях або проти румунської армії.
Курувати діяльність сиґуранци у краї був уповноважений міністр-делегат для Буковини з резиденцією у Чернівцях. Він був наділений повноваженнями з організації державної безпеки та кадрового забезпечення. Міністр–делегат Буковини Я. Флондор призначив у лютому 1919 р. майора К. Дугана–Опайця головним інспектором для сержантів сиґуранци при Чернівецькій дирекції поліції.
Згідно постанови Міністерства внутрішніх справ № 55615 «Про генеральний субінспекторат сиґуранци Буковини у м. Чернівці» від 1 березня 1919 р. на Буковині проведено реорганізацію та утворено регіональний відділ сиґуранци. Очолював його регіональний субсекретар, резиденція якого знаходилась у Чернівцях.
Регіональний відділ сиґуранци складався із: шефа, двох субшефів, двох перекладачів, архіваріуса, двох переписувачів і камериста.
У підпорядкуванні регіонального відділу сиґуранци перебували також ще п’ять спеціальних відділів сиґуранци:
- Чернівецький (юрисдикція якого поширювалась на Чернівецький та Сторожинецький повіти);
- Вижницький (юрисдикція якого поширювалась на Вижницький та Вашківецький повіти);
- Кіцманський (юрисдикція якого поширювалась на Кіцманський та Заставнянський повіти);
- Радівецький (юрисдикція якого поширювалась на Радівецький, Сиретський, Сучавський, Селятинський та ГураГуморський повіти);
- Кимпулунзький (юрисдикція якого поширювалась на Кимпулунзький та Ватра-Дорнський повіти).

Регіональний субінспектор Буковини був підконтрольний міністру внутрішніх справ, директору поліції сиґуранци Румунії та мав повідомляти про проведену роботу секретаріат внутрішніх справ Буковини.
У 1919 р. вибухнуло Хотинське повстання, що стало причиною запровадження надзвичайного стану облоги в повітах Кіцманському, Заставнівському, Вашківському, Сторожинецькому, Серетському, Чернівецькому та самих Чернівцях. Контроль за ситуацією взяло на себе командування VIII дивізії. Службовці сиґуранци спостерігали за ситуацією в армії, відстежували втечу молоді з українських сіл на півночі Буковини за р. Дністер та за настроями населення краю.

Так, майбутній керівник похідної групи "Буковинський курінь" Петро Войновський, який мешкав у Чернівцях, у своїх спогадах описав, як батько віддав його на курси географії та історії України, які відбувались в будинку письменниці Ольги Кобилянської та як ті курси були "розгромлені": 
"Пригадую собі ще й нині, як почалися ті курси, які вів професор Еміліян Томорук. Тільки він розвісив на стіні перед нами велику мапу України, тільки почав розповідати, що найбільшою річкою нашої землі є Дніпро, як раптом розчинились двері й до нашої кімнати вривається якийсь цивільний чоловік, за ним чотири поліцаї і чотири жандарми. Два поліцаї прискочили до професора, вдарили кілька разів по обличчі й скували ланцями йому руки позаду... Нашого професора після цього посадили на кілька місяців до тюрми, а пані Ольга Кобилянська дістава велику кару грошеву, що дозволила провадити курси в своїй оселі."
Уважно відстежувалась діяльність членів соціал-демократичних організацій Буковини і особливу увагу приділяли першотравневим демонстраціям. Масові заходи зривалися попереджувальними арештами поліції, як це було напередодні антивоєнного дня 1 серпня 1931 р. Тоді було заарештовано близько 100 осіб, яких утримували до 3 серпня.

Місце проведення Шевченківського свята, де 25 березня 1937 року було освистано румунський гімн

В українському середовищі краю у 30 роках ХХ ст бурхливо розвивались націоналістичні настрої. 11 листопада 1928 р. в Чернівецькому театрі в честь проголошення польським урядом об'єднання польських земель проводився захід. На початку заходу коли заграв гімн Польщі, декілька українців намагалися "счинити замішання". А о 11 год українці кинули кілька каменів у вікна польського консульства. Румунська поліція всіх арештувала. Сиґуранца здійснювала перевірку та конфіскацію листів, які надсилались українцями до редакцій газет. Так у листопаді 1930 р. Степан Тимчук з Чернівців повідомляв, що "вже тепер бувають випадки, що дописи ці пропадають на почті зглядно в тенетах сігуранци", то ж в дописах до "Часу" треба бути обережними. У березні 1930 року Сильвестр Никорович отримав дозвіл від поліції для заснування часопису "Самостійна думка". Згодом це видання стало одним з осередків розповсюдження націоналістичних ідей. Як тільки у поліції виникли підозри редакції було заборонено листуватись із закордоном, а за редактором було встановлено цілодобове стеження.

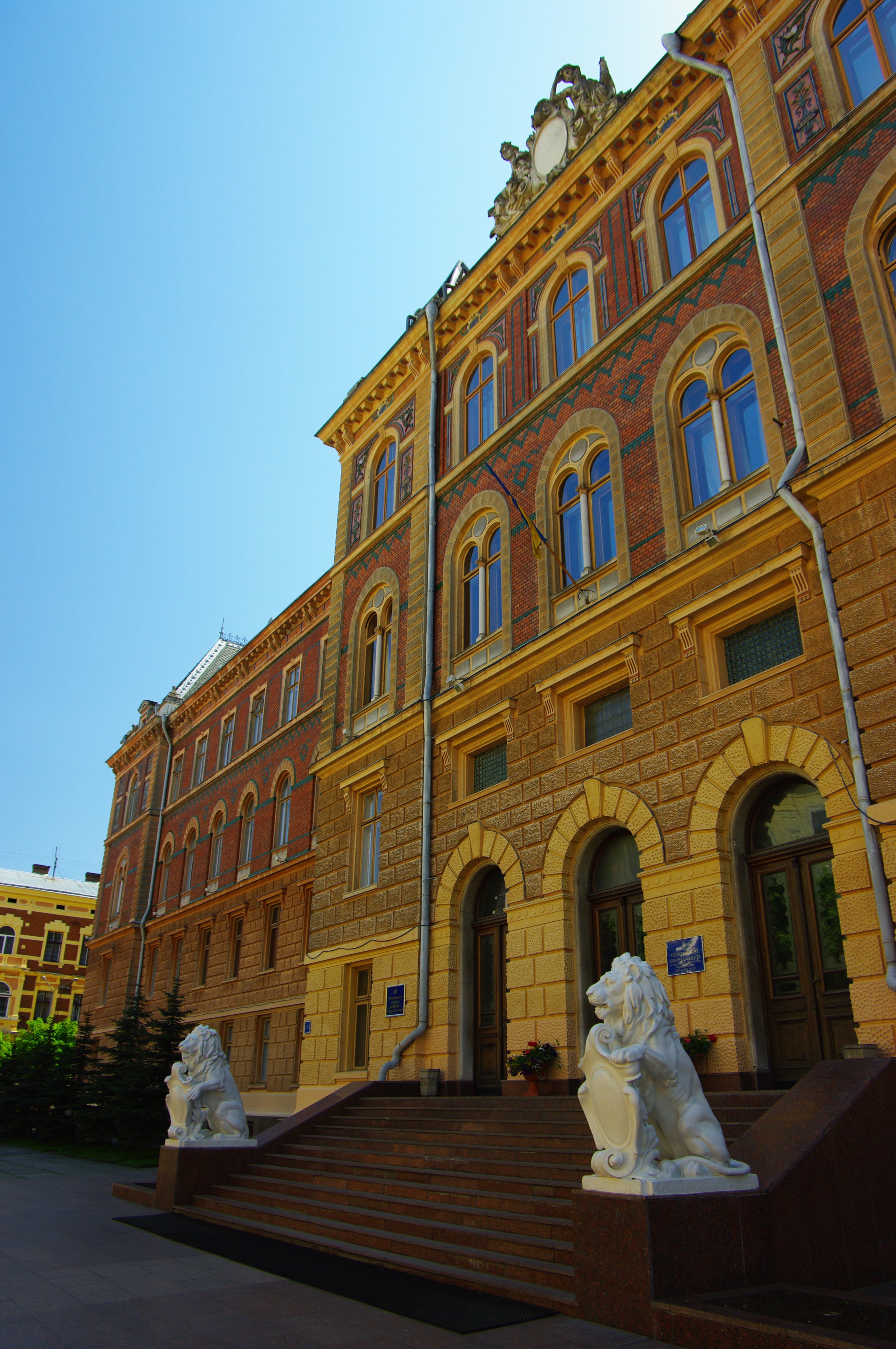
Будівля палацу юстиції Буковини в якій знаходився румунський військовий трибунал. Тут винесено вирок у справі по обвинувачення у вчиненні дій спрямованих на розхитування підвалин Румунської держави (освистування гімну під час Шевченківського свята 25.03.1937)

У 1932 р. поліція заарештувала членів "Легіону українських революціонерів" Ореста Зибачинського та Захарія Бідняка. Їх звинатили в поширенні підпільних листівок і розповсюджуванні маніфесту з вимогою до уряду ввеедення української мови у школах. Крім цього сиґуранца опираючись на відомості жандармів с.Ленківці зафіксувала проведення пропаганди української незалежності О.Зибачинським, М.Насадюком та іншими студентами.
У 1934 р. сиґуранца ухвалила рішення припинити видавництво тижневика "Самостійність" на шість тижнів, а закордонну пресу, за окремими винятками, взагалі заборонити. Активні дії поліції зі стеження за учасниками українських товариств виявили, що члени товариства "Залізняк" створювали у селах спортивні клуби, щоб надати молоді військову освіту та виховання. У 1936 р. сиґуранца з'ясувала, що до редколегії та дописувачів тижневика "Самостійність" належать члени товариства "Залізняк" У членів товариства та деяких українських селах було проведено обшуки.
Восени 1936 відбулись арешти місцевого населення. У с. Шишківці поліція заарештувала 6 хлопців, за те що не хотіли зняти шапок під час співання румунського гімну. У с.Веренчанка заарештували 5 хлопців за "українську пропаганду". Заарештували кількох селян с.Борівці та Оршівці, за те що вони "заохочували знайомих читати та передплачувати українські часописи", зокрема і "Самостійність".
У березні 1937 р. були закриті усі вищі навчальні заклади та "студентські доми", а в цих приміщеннях відбувались ревізії та арешти свідомих студентів.

Відома письменниця Ірина Вільде, у своїй повісті "Б'є восьма", так охарактеризувала суспільно-політичний стан того часу:
"Та ж там, кілька метрів від мурів Народного Дому, на кожному квадраті хідникової плити, чигає „Сіґуранца", воєнні суди і законом освячене насильство." 
25 березня 1937 р. в залі Чернівецької філармонії відбувалось свято в честь роковин Шевченка. Як тільки хор почав співати гімн Румунії, у залі почувся свист. Приіщення було оточене поліцією та затримано 15 буковинців, 11 з яких були членами товариства "Залізняк". З них на лаві підсудних опинилось шестеро. Їх звинуватили згідно ст.215 кримінального кодексу - "образа румунської нації" та ст.11 Закону Марзеску - "революційні акти під час стану облоги". В.Тодорюк отримав 5 років, М.Насадюк - 4 р., Д.Квітковський - 2 р., І.Григорович - 2 р. І.Бучко - 6 місяців. О.Зибачинського виправдали. Після цих подій сиґуранца проводила ревізії, арештувала свідомих чернівчан, ввели стан облоги в місті. Закрили всі видавництва, бібліотеки та приміщення, де розташовані місцеві студентські товариства.
Напередодні візиту до Бухаресту польського президента Ігнація Мосьціцького (1937 р.), було проведено масові арешти свідомих українців, а також робітників і селян вздовж залізничної лінії Неполоківці-Чернівці-Бухарест. Згодом їх відпустили.
Після початку Другої світової війни і бойових дій у Польщі зумовила необхідність швидкого реагування. Тому у вересні до Чернівців здійснив візит державний підсекретар безпеки генерал Г. Марінеску. В обласному управлінні відбулася конференція за участю королівського резидента Г. Флондора, генерального секретаря Лупу, шефа кабінету Марунту, генерала Дімітріу, адміністративного директора Соколяну, генерального інспектора сигуранци та інспектора жандармів.

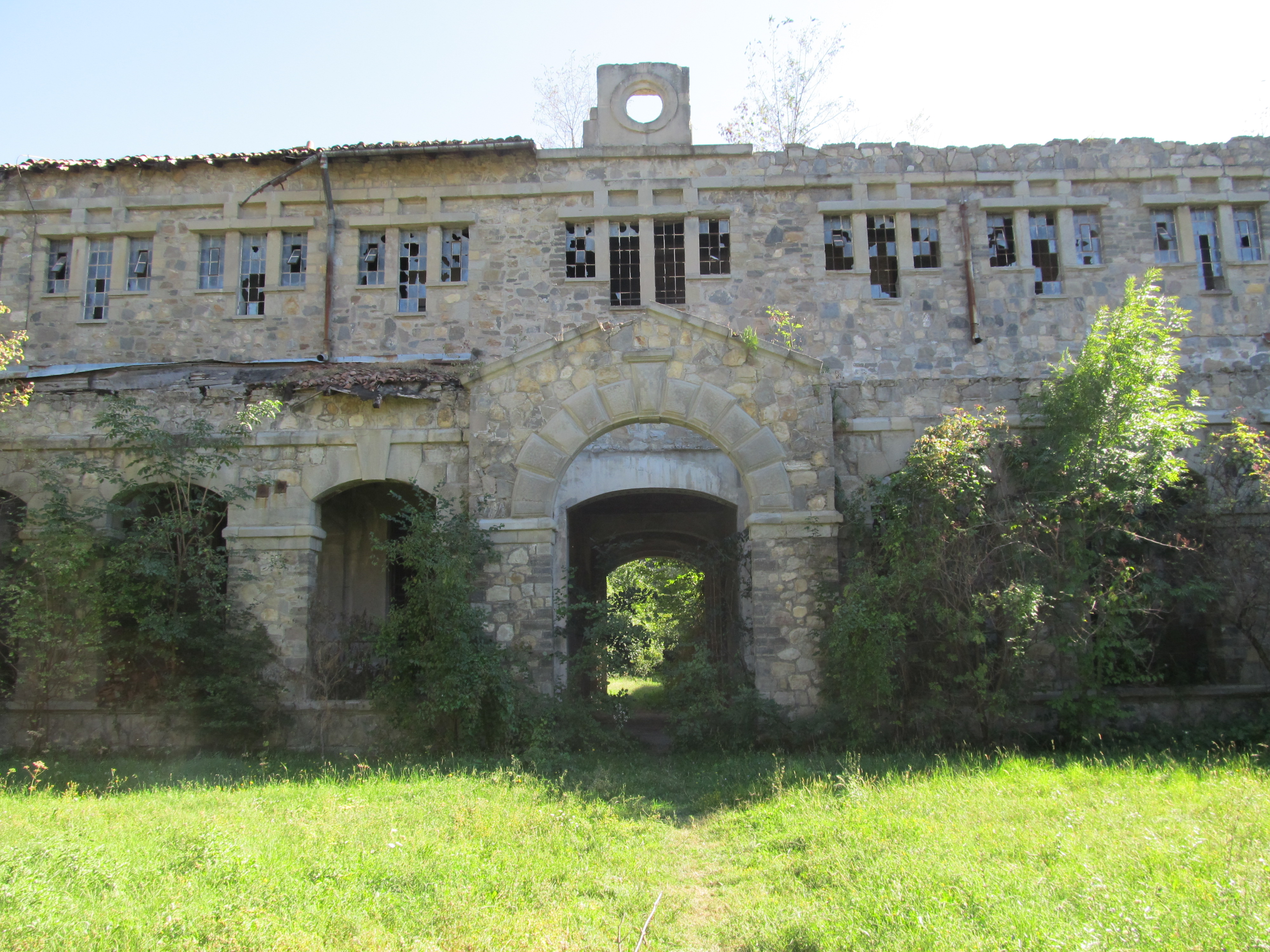
В'язниця для політичних в'язнів Дофтана, де румунська влада утримувала багатьох провідників українського націоналістичного руху з Буковини.

#### Діяльність сиґуранци на Бесарабії
Бессарабія сприймалася територією більш сприятливою для організації повстання (СРСР не визнав приєднання Бессарабії до Румунії), таким собі «розсадником комунізму», звідки ці ідеї потрапляли на Буковину, тож сиґуранца проводила заходи по боротьбі з комуністичним рухом, зокрема стежили за біженцями, що потрапили на територію Румунії з України.
У травні 1919 року був створений Тимчасовий робітничо-селянський уряд Бессарабії та здійснена спроба організувати більшовицьке повстання в м.Бендери (Тігіна) на правому березі Дністра. У лютому 1920 у Бессарабії розпочинаються заходи "активної розвідки", здійснювались диверсії, терористичні акти по відношенню до чиновників та поліції, провокаційні обстріли румунської території, створювались таємні склади вибухівки та зброї на конспіративних квартирах, які згодом були виявлені агентами Сиґуранци.
У листопаді 1920 р. була здійснена спроба вибуху у приміщенні Національного театру в Кишиневі. 4 жовтня 1921 року на залізничній ділянці Тігіна-Кеушень біла здійснена невдала спроба підірвати потяг. У грудні того ж року була виявлена терористична організація на чолі з інженером Олександром Томовим у Четатя-Албе (Білгород-Дністровський). Розслідування, яке було проведене органами поліції та безпеки, з'ясувало, що члени цієї організації причетні до нападу, яке було вчинене 14 листопада 1921 р., проти Бригади безпеки Четатя-Албе. Жертвами даного нападу стали двоє солдатів та два агенти безпеки. Під час затримання членів цієї організації були виявлені документи, які засвідчили наявність прямого зв’язку з організаціями з Одеси, звідки вони отримували вказівки та гроші на здійснення терористичних актів. Сиґуранца виявляла склади зброї та вибухівки, що надійшла з-за Дністра у кількох населених пунктах на Півдні Бессарабії.
Піком підривної діяльності більшовицьких спецслужб у Бессарабії можна вважати Татарбунарське повстання у вересні 1924 року.
Румунська військова розвідка також намагалися протидіяти підривній діяльності більшовиків в Бессарабії, допомагаючи українським повстанцям. Так, за сприяння Головного штабу армії Румунії та ініціативою отамана армії УНР Андрія Гулого-Гуленка у 1921 р. в Кишиневі було створено інформаційне бюро, яке по суті було повстансько-партизанським штабом. Згодом у відповідь на радянські ноти протесту з приводу підтримки антибільшовицьких повстанських організацій румунська влада розпустила штаб повстанської групи у Кишиневі.

#### Сиґуранца після реформи 1929 р.
У 1929 р. проведено реформу поліції та реорганізацію сиґуранци. Сиґуранца законодавчо не відокремлювалася від загальної поліції. Поліція сиґуранци входила до генеральної дирекції поліції, а для управління нею була створена дирекція поліції сиґуранци зі спеціальними повноваженнями, до яких належали:
- аналіз та узагальнення інформації, отриманої від органів, підпорядкованих їй з питань, що стосувалися безпеки держави;
- розробка та забезпечення органів сиґуранци спеціальними інструкціями з організації їх роботи;
- організація заходів із забезпечення громадського порядку на вимогу уповноважених на те органів (міністерства внутрішніх справ, міністерства війни тощо);
- дослідження інформації із преси як румунської, так і зарубіжної, що стосувалася національної безпеки з правом заборони її розповсюдження;
- стеження за перебуванням і переміщенням іноземців на території Румунії з правом їх екстрадиції;
- ведення архівів з питань діяльності сиґуранци тощо

Дирекція поліції сиґуранци складалася з двох служб: інформації (розвідки) та контролю за іноземцями.
Служба інформації (розвідки) мала в підпорядкуванні 4 управління:
- Управління суспільного захисту та розвідки;
- Управління Секретаріату та шифрування;
- Управління з питань досліджень, преси та "Інформаційного бюлетеня";
- Бюро статистичних записів, архівів та реєстрів.

Служба контролю за іноземцями мала два управління: контролю за іноземцями та з питань екстрадицій та висилки. Також у складі сиґуранци діяла науково-технічна служба.
Очолював дирекцію поліції сиґуранци директор, якому допомагав субдиректор. З прийняттям нового закону директором сиґуранци румунського королівства був обраний Е. Крістеску, який замінив на цій посаді Я. Панаїтеску.
У квітні 1931 р. у сиґуранці було створено корпус детективів замість бригад сиґуранци із завданням збору з усіх можливих джерел інформації, яка стосувалася національної безпеки держави, проведення профілактики і розслідування злочинів, які посягали на її безпеку.